# انهایزر-بوش

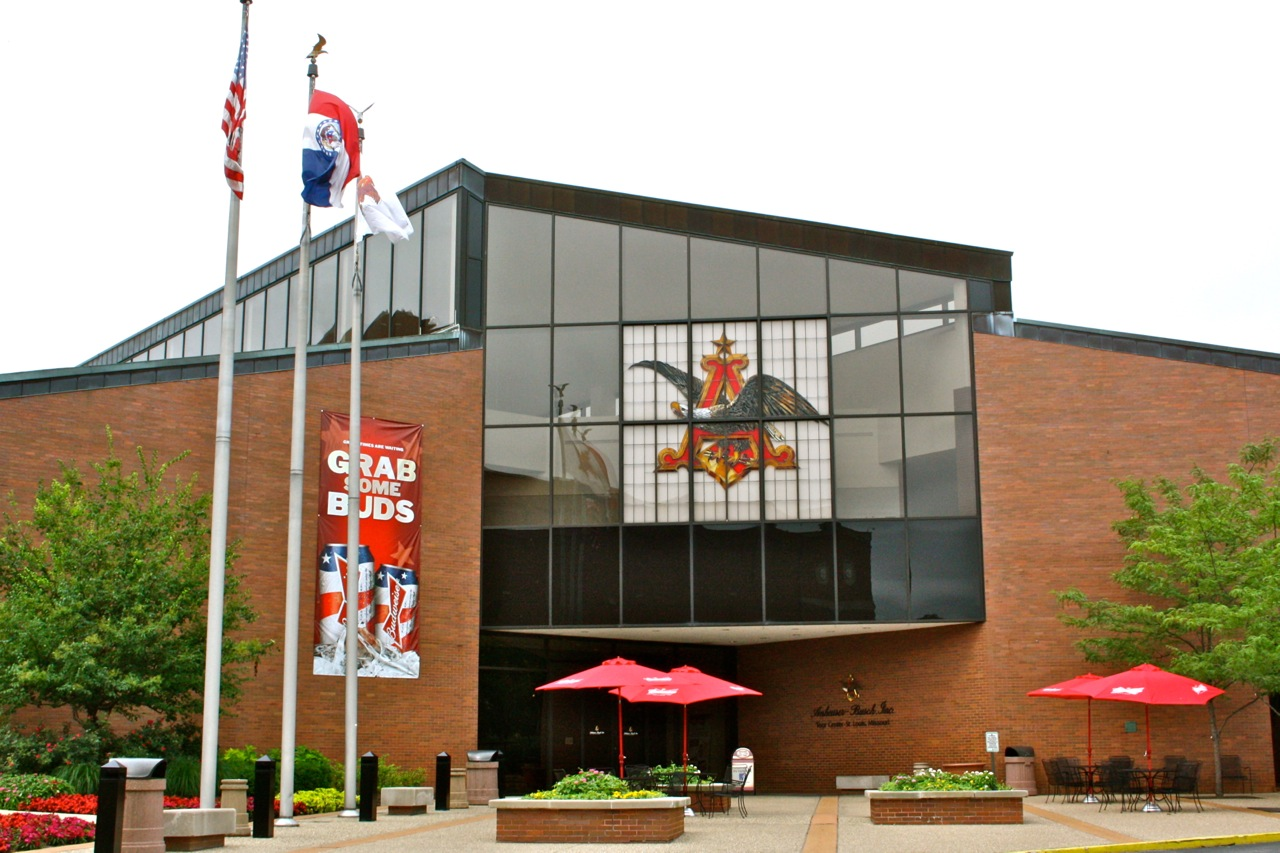
آبجوسازی انهایزر-بوش در سنت لوئیس

انهایزر-بوش (به انگلیسی: Anheuser-Busch) شرکت نوشیدنی آمریکایی است، که در زمینه تولید و توزیع آبجو، نوشابه انرژی‌زا، مالت، لیکور، ماءالشعیر و آب بسته‌بندی‌شده، به‌عنوان شرکت تابعه‌ای از شرکت انهایزر-بوش اینبیف فعالیت می‌کند.
ریشه‌های تأسیس این شرکت به سال ۱۸۵۲ بازمی‌گردد، که جورج اشنایدر، کارخانه آبجوسازی باوارین را راه‌اندازی نمود. این شرکت در سال ۱۸۶۰ توسط ابرهارد انهایزر و ویلیام دانچ خریداری شد، سپس نام آن به ای. انهایزر اند کو. تغییر پیدا کرد. در سال ۱۸۶۹ در پی خریداری سهام دانچ توسط آدولفوس بوش، نام این شرکت به انهایزر-بوش تغییر یافت. دفتر مرکزی این شرکت در شهر سنت لوئیس، میزوری قرار دارد. شرکت انهایزر-بوش در سال ۲۰۰۸ توسط شرکت ایمبیف خریداری شد، سپس دو شرکت در هم ادغام شدند و شرکت جدید انهایزر-بوش اینبیف نام گرفت.